# Шлях (видання)
«Шлях» — місячник літератури, мистецтва і громадське життя, заснований у березні 1917 М. Шаповалом й О. Мицюком у Москві, у серпні перенесений до Києва, виходив 1917 — 19. Видавець і ред. Ф. Коломийченко. «Шлях» продовжував лінію «Української Хати». На сторінках «Шляху» містилися твори X. Алчевської, М. Вороного, О. Кобилянської, Я. Мамонтова, О. Олеся, М. Рильського, П. Тичини, М. Філянського, Г. Хоткевича, Г. Чупринки; з літературознавства М. Сріблянського та ін.; на мистецькі теми писали О. Агієнко, Б. Підгорецький; з публіцистичними статтями виступали О. Ковалевський і А. Товкачевський. У «Шляху» містилися також переклади з західноєвропейських авторів, хроніка культурного життя, рецензії тощо. Вийшло 25 частин.
«Шлях» — півтижнева інформативно-освітня газета з тижневим ілюстрованим додатком; видавалася Українською Військовою Місією 1919 — 20 у Зальцведелі для українців-залишенців у Німеччині; гол. ред. 3. Кузеля; ред. колеґія: Б. Лепкий, О. Терлецький, В. Мороз. «Шлях» був засобом зв'язку між таборами полонених та місією.
«Шлях» — рел. місячник, вид. Товариства ім. П. Могили, виходив у Луцькому 1936 — 39. Побіч ст. рел. та іст. змісту, містив наук.-популярні ст. та матеріали до іст. Волині. Ред. В. Островський, з вересня 1937 Є. Богуславський.
«Шлях» — «The Way» — укр. кат. тижневик, заснований єп. К. Богачевським, вид. Укр. Кат. Екзархії у США, виходить у Філядельфії з 1940, з 1946 двома паралельними вид. укр. і англ. мовами (до 1945 з англомовною стор.). В «Ш.» друкуються ст. рел., виховного і нац.гром. змісту, з іст. Церкви й України, зокрема церк. белетристичні твори і актуальні вістки з церк. і політ, життя. Ред. — о. В. Федаш (з 1946), П. Ісаїв (з 1949), Л. Мидловський (1954 — 75), М. Дольницький, І. Скочиляс; англомовної частини: оо. М. Федорович, Р. Москаль, Р. Попівчак та ін.